# Check List of Forest Trees of the United States
Check List of Forest Trees of the United States (abreviado Check List For. Trees U.S.) es un libro con ilustraciones y descripciones botánicas que fue escrito por el botánico estadounidense George Bishop Sudworth y publicado en Washington D. C. en 1927.